# 陸以湉
陸以湉（1802年—1865年），字薪安，一字定圃，號敬安，浙江桐鄉人。清朝政治人物、作家。

## 生平
出生於官宦家庭，祖父陸秋畦官河南密縣知縣。嘉慶六年（1802年）出生，自幼受祖父啓蒙，博極群書。道光十六年丙申（1836年）進士及第，分發湖北。後遵父命改從教職，道光十九年（1839年）為台州府教授，道光二十九年（1849年）官杭州府教授。咸豐十年（1860年）太平军陷杭州，遂以母老辞官，舉家遷至上海，入李鸿章幕下，受聘为忠义局董事。浙江巡抚蒋益澧聘為杭州紫阳书院讲席。同治四年（1865年）卒。著有《冷廬雜識》8卷、《冷廬醫話》5卷、《再續名醫類案》、《苏卢偶笔》4卷，《杭州纪难诗》等。